# Smrk omorika
Smrk omorika nebo též smrk Pančićův (Picea omorika, srbsky: Панчићева оморика, Pančićeva omorika) je vzácný druh smrku.
Je endemický v západním Srbsku a východní Bosně v areálu s celkovou rozlohou jen asi 60 hektarů, v povodí řeky Driny. Roste v nadmořské výšce 800–600 metrů. Objeven byl v roce 1875 poblíž srbské vesnice Zaovine na hoře Tara a jméno dostal podle srbského botanika Josifa Pančiće.

## Popis
Je charakteristický extrémně štíhlou korunou, nejvýše širokou 3,5 m. Jedná se o vždyzelený strom vysoký 20–35 metrů, výjimečně až 40 metrů, s kmenem o průměru až 1 metr. Jehlice jsou 10–20 mm dlouhé, tmavě zelené, na spodu se dvěma širokými stříbřitými pásky. Šišky jsou 4– 7 cm dlouhé, zprvu fialovopurpurové, později zbarvené do skořicova, na větvičce vyrůstají po dvou až pěti.

## Nároky
Smrk omorika je jeden z nejotužilejších smrků. Je schopný růst na široké škále půd včetně kyselých a písčitých. Dokáže růst i na sušších štěrkových stanovištích (zde je v mládí třeba chránit před mrazivými a vysušujícími větry). Je to jeden z mála smrků, který přežije trvalé znečištění ovzduší, hodí se tedy i do městského prostředí. Většinou netrpí chorobami a škůdci. Jeho nevýhodami jsou pomalý růst a to, že nesnese zastínění.

## Výsadba
Má velký význam v zahradnictví jako okrasný strom. Jeho habitus má úzký sloupovitý tvar (proto se hodí i na vysazování do menších ploch) a je vhodný spíše pro solitérní výsadby. Přesazování je možné do jeho 20 let. Ve větších krajinářských úpravách je vhodné ho vysazovat od 200 do 800 m n. m.

## Galerie

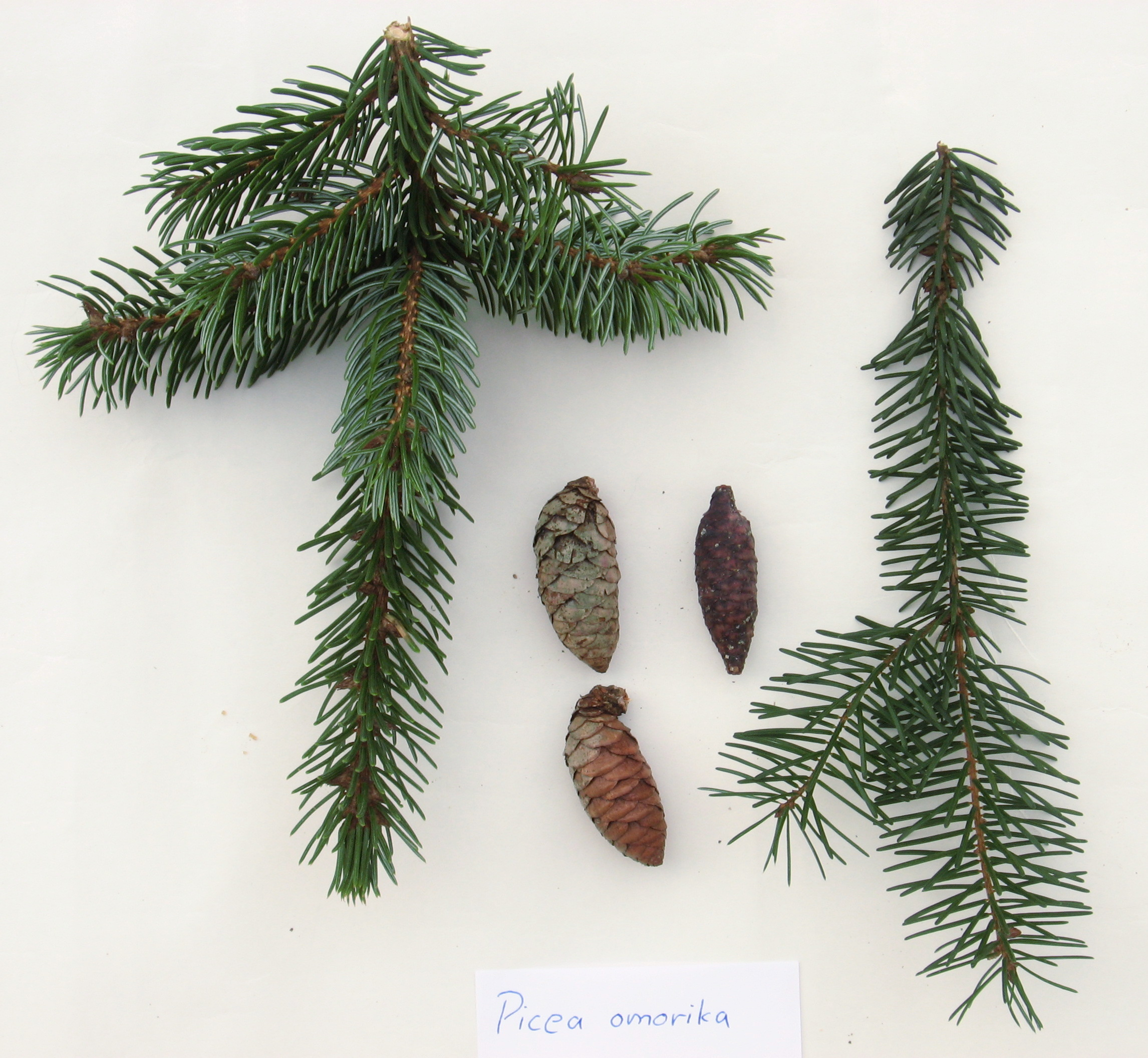
Větve a šišky smrku omoriky
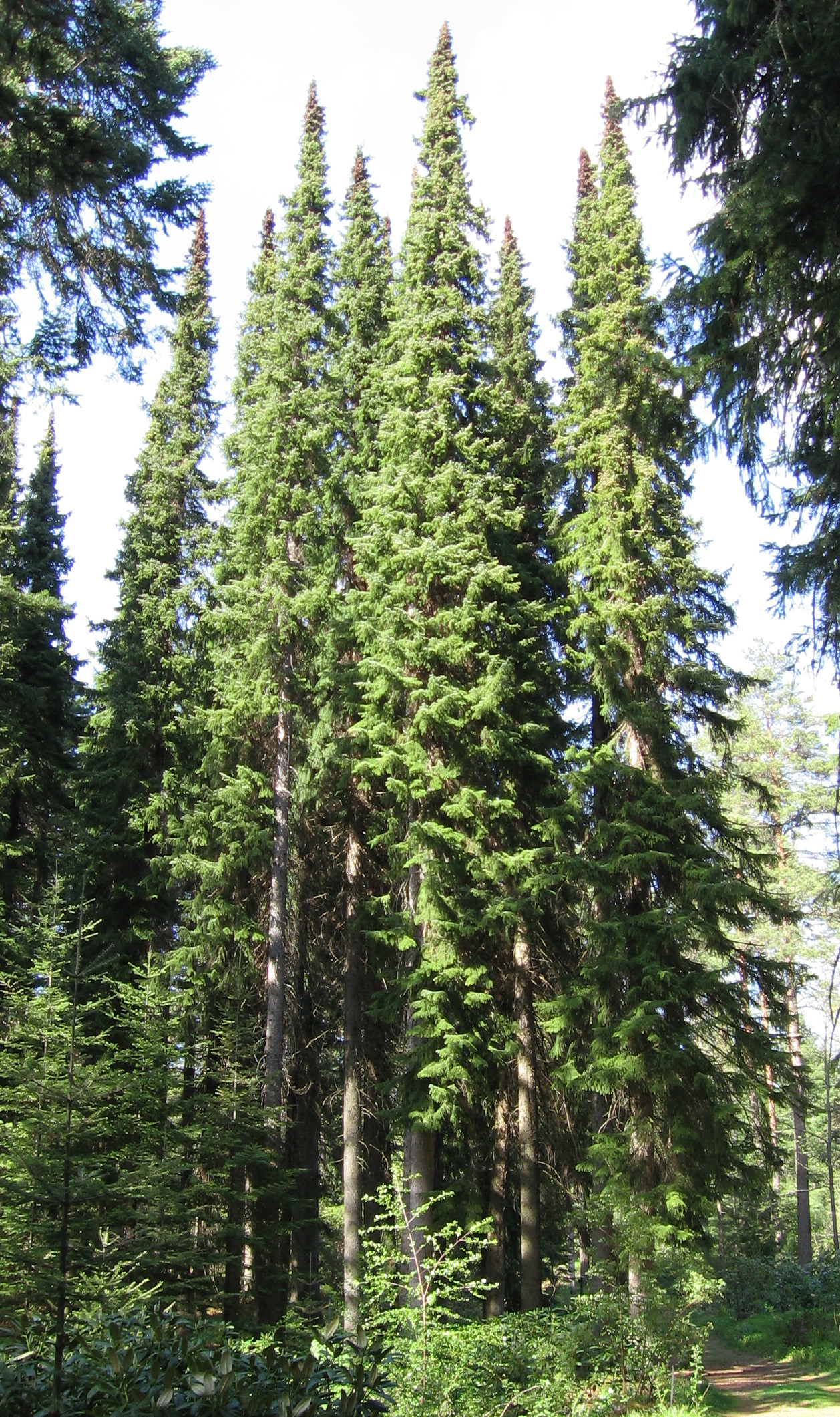
Skupina vzrostlých smrků omorik
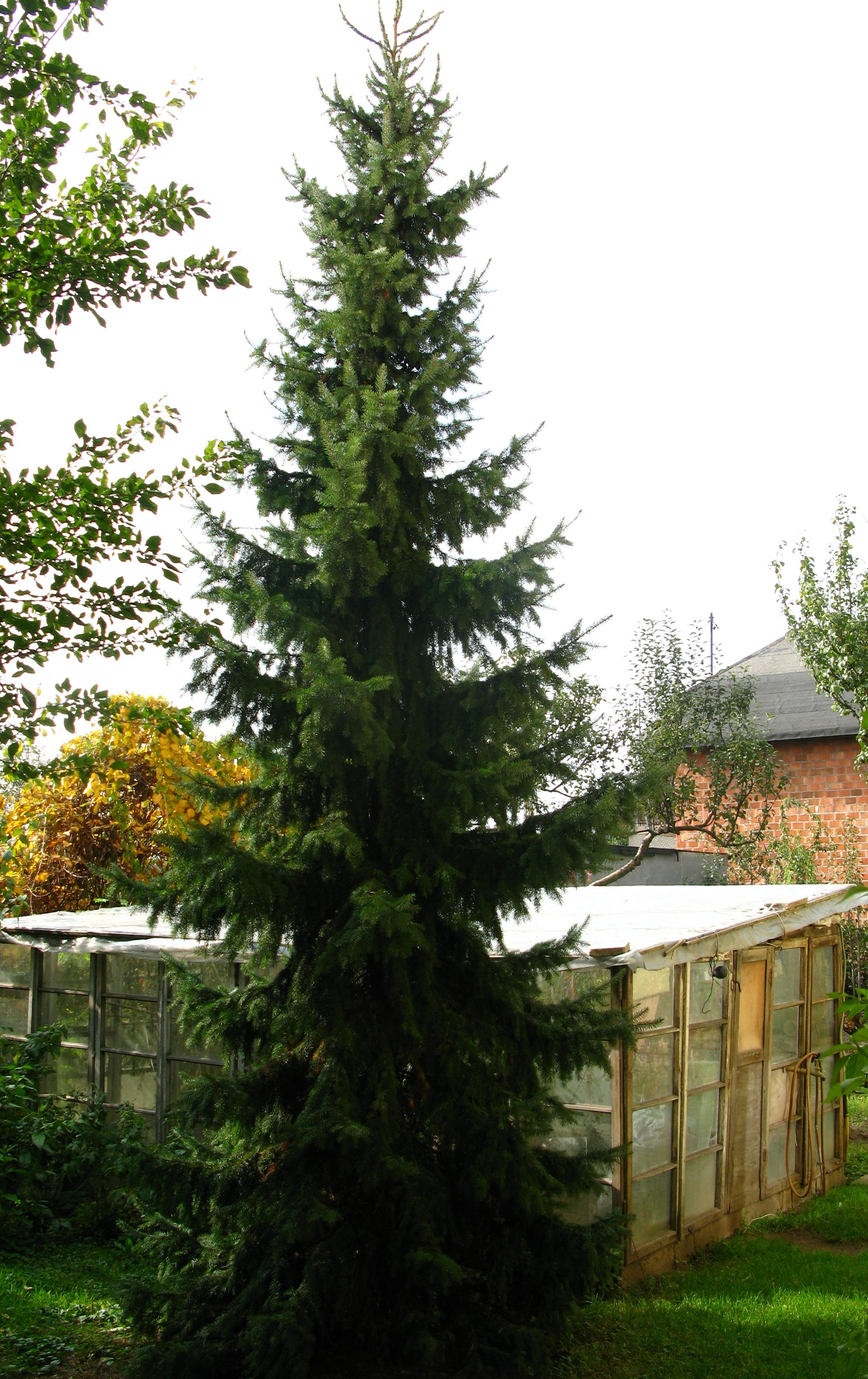
Vzhled mladého stromu
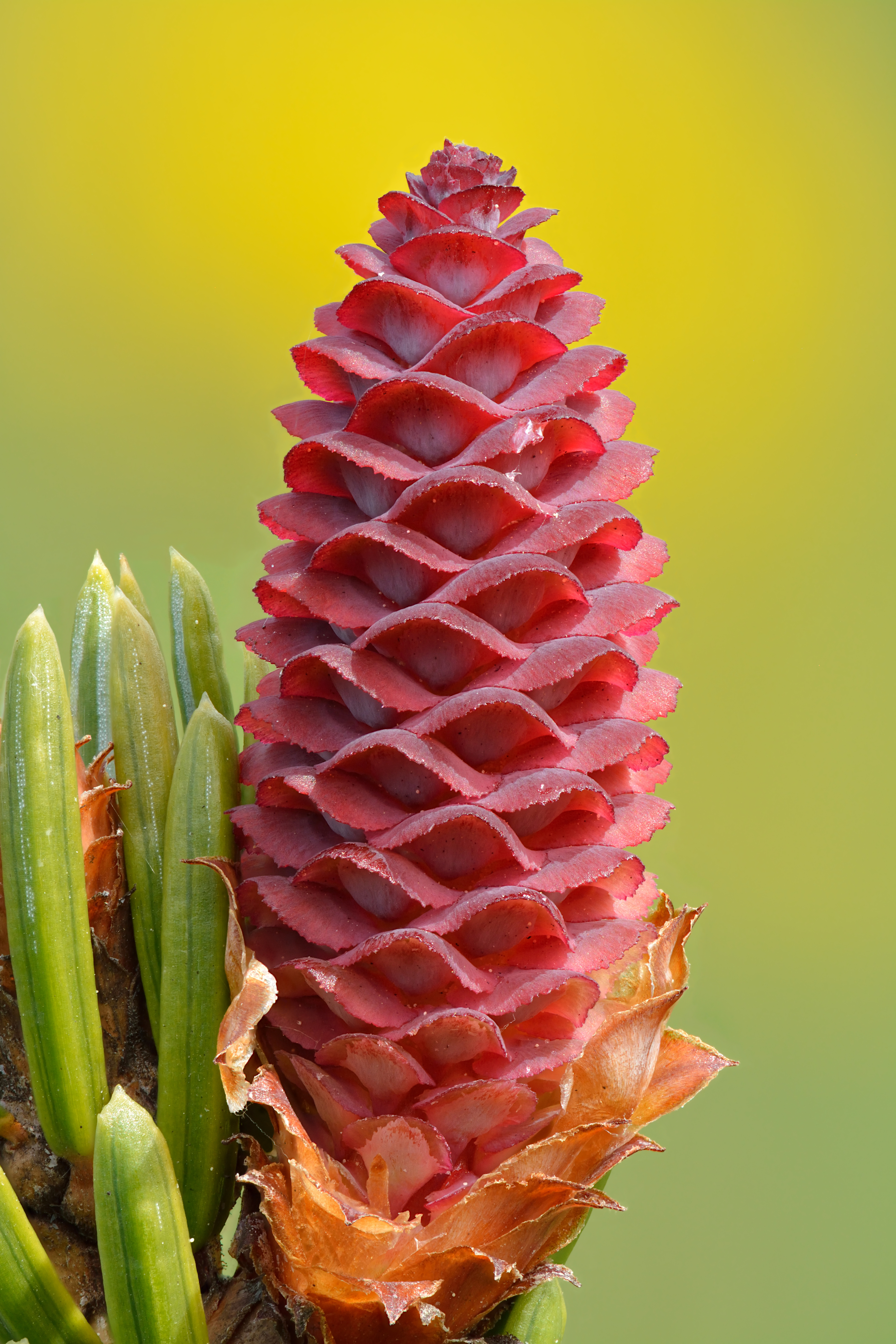